# Кристешти (Алба)
Кристешти (рум. Cristești) насеље је у Румунији у округу Алба у општини Могош. Општина се налази на надморској висини од 1004 m.

## Становништво
Према подацима из 2002. године у насељу је живело 67 становника, од којих су сви румунске националности.